# F 12 (1916)
F 12 – włoski okręt podwodny z czasów I wojny światowej i okresu międzywojennego, jedna z 21 zbudowanych dla Regia Marina jednostek typu F. Okręt został zwodowany 30 listopada 1916 roku w stoczni FIAT-San Giorgio w La Spezii, a w skład włoskiej marynarki wojennej został wcielony 26 lutego 1917 roku. 4 lipca 1918 roku F 12 zatopił austro-węgierski okręt podwodny SM U-20. Jednostka została wycofana ze służby 20 lipca 1929 roku.

## Projekt i budowa
Okręty podwodne typu F zostały zaprojektowane przez inż. majora Cesarego Laurentiego jako ulepszenie poprzedniego projektu tego konstruktora – jednostek typu Medusa. Przy zachowaniu wymiarów zewnętrznych i wyporności nowe okręty charakteryzowały się krótszym czasem zanurzania, większą manewrowością w położeniu nawodnym i podwodnym, powiększonym kioskiem, instalacją działa pokładowego, żyrokompasu, dwóch peryskopów i systemu łączności podwodnej Fessenden. Okręty miały konstrukcję dwukadłubową, z kadłubem lekkim ukształtowanym na podobieństwo linii kadłuba torpedowców . Przestrzeń między kadłubem sztywnym a lekkim można było uczynić wodoszczelną poprzez zamknięcie specjalnych odwietrzników: w ten sposób okręty zyskiwały dodatkową rezerwę pływalności, szczególnie przydatną podczas żeglugi po powierzchni w złych warunkach pogodowych .
F 12 zbudowany został w stoczni FIAT-San Giorgio w La Spezii. Stępkę okrętu położono 29 lipca 1915 roku, a zwodowany został 30 listopada 1916 roku. Motto okrętu brzmiało „Ardisci e Spera” (pol. „Bądź odważny i miej nadzieję”) .

## Dane taktyczno-techniczne
F 12 był niewielkim, przybrzeżnym okrętem podwodnym . Kadłub podzielony był grodziami wodoszczelnymi (wyposażonymi w podwójne drzwi wodoszczelne) na trzy przedziały: dziobowy (mieszczący kubryk marynarzy), przedział z głównym stanowiskiem dowodzenia i siłownią oraz przedział baterii akumulatorów . Długość całkowita wynosiła 45,63 metra, szerokość 4,22 metra i zanurzenie 3,1 metra. Wyporność normalna w położeniu nawodnym wynosiła 262 tony, a w zanurzeniu 319 ton. Okręt napędzany był na powierzchni przez dwa dwusuwowe silniki wysokoprężne FIAT 216 o łącznej mocy 670 KM . Napęd podwodny zapewniały dwa silniki elektryczne Savigliano o łącznej mocy 500 KM. Dwa wały napędowe obracające dwiema śrubami umożliwiały osiągnięcie prędkości 12,5 węzła na powierzchni i 8 węzłów w zanurzeniu. Zasięg wynosił 1300 Mm przy prędkości 9 węzłów w położeniu nawodnym oraz 120 Mm przy prędkości 2,5 węzła w zanurzeniu (lub 800 Mm przy prędkości 12 węzłów w położeniu nawodnym oraz 9 Mm przy prędkości 8 węzłów w zanurzeniu). Zapas paliwa wynosił 12 ton. Energia elektryczna magazynowana była w jednej baterii akumulatorów składającej się z 232 ogniw . Dopuszczalna głębokość zanurzenia wynosiła 40 metrów  .
Okręt wyposażony był w dwie stałe dziobowe wyrzutnie kalibru 450 mm, z łącznym zapasem czterech torped. Uzbrojenie artyleryjskie stanowiło pojedyncze pokładowa armata przeciwlotnicza kalibru 76 mm Armstrong A1914 L/30 oraz karabin maszynowy Colt kalibru 6,5 mm  .
Załoga okrętu składała się z 2 oficerów oraz 24 podoficerów i marynarzy.

## Służba
F 12 został wcielony do służby w Regia Marina 26 lutego 1917 roku. Jego pierwszym dowódcą został kmdr ppor. (wł. capitano di corvetta) Tullio Bonamico . Początkowo F 12 został podporządkowany Dowództwu Obszaru Morskiego w La Spezii, odbywając dwa patrole przeciw okrętom podwodnym na wodach na południe od Capo Carbonara (Sardynia), a już w marcu został przeniesiony do 1. Eskadry (wł. Squadriglia) Okrętów Podwodnych w Wenecji . 31 grudnia 1917 roku okręt wchodził w skład Flotylli Górnego Adriatyku w Wenecji (wraz z „Delfino”, X 1, „Atropo”, „Tricheco”, „Fisalia”, „Argonauta”, „Narvalo”, „Zoea”, „Otaria”, „Argo”, „Squalo”, F 2, F 3, F 4, F 5, F 13 i F 16). 13 czerwca 1918 roku o godzinie 9:15 dowodzony przez kpt. mar. (wł. tenente di vascello) Alberto Marenco di Moriondo okręt, znajdując się na wodach na południe od przylądka Kamenjak, został ostrzelany przez austro-węgierski torpedowiec. Uciekając przed atakiem, F 12 wystrzelił niecelną torpedę w kierunku zauważonego wrogiego trałowca z odległości około 600 metrów, a następnie oddalił się w zanurzeniu . 4 lipca o godzinie 22:43 F 12 zatopił w ataku torpedowym płynący na powierzchni austro-węgierski okręt podwodny SM U-20. Zaskoczony podczas ładowania akumulatorów U-Boot zatonął z całą załogą nieopodal ujścia rzeki Tagliamento . Podczas patrolu prowadzonego od 16 do 18 lipca w okolicach wyspy San Giovanni in Pelago okręt wystrzelił niecelną torpedę w stronę niszczyciela typu Huszár . 24 sierpnia, podczas kolejnej misji bojowej na południe od Capo Promontore, F 12 został zaatakowany przez wrogi samolot, nie odnosząc jednak żadnych uszkodzeń . 1 listopada 1918 roku okręt nadal wchodził w skład Flotylli Okrętów Podwodnych w Wenecji (razem z „Delfino”, X 1, „Atropo”, F 2, F 3, F 5, F 8, F 9, F 10, F 15, F 17, F 19 i F 20). Łącznie podczas działań wojennych załoga jednostki wzięła udział w 53 rejsach bojowych .
Po wojnie F 12 nadal służył na północnym Adriatyku, operując z Wenecji i Poli, corocznie uczestnicząc w manewrach morskich i ćwiczeniach . 1 października 1925 roku okręt wszedł w skład Dywizjonu Okrętów Podwodnych . 20 lipca 1929 roku jednostka została rozbrojona i skreślona z listy floty .